# Université d'État russe du pétrole et du gaz I.-M.-Goubkine
L'Université d'État russe du pétrole et du gaz I.-M.-Goubkine (en russe Росси́йский госуда́рственный университе́т не́фти и га́за и́мени И. М. Гу́бкина, Rossiïski gossoudarstvenny ouniversitet nefti i gaza imeni I. M. Goubkina) est un établissement d'enseignement supérieur située sur la perspective Lénine à Moscou. Fondée en 1930, l'université porte le nom de son premier recteur : Ivan Goubkine.